# Валміерський край
Валміерський край (латис. Valmieras novads) — адміністративно-територіальна одиниця Латвійської Республіки. Розташований у південно-східній частині країни, в історичному регіоні Відземе. Адміністративний центр — Валміера. Створений 2021 року. Площа — 2948 км². Населення — 51 370 осіб (2021). До складу краю входять 26 волостей і 5 міст.

## Історія
Край утворений 1 липня 2021 року шляхом об'єднання республіканського міста Валміера та Беверінського, Буртнієкського, Коценського, Мазсалацького, Наукшенського, Руїенського та Стренчського країв, після адміністративно-територіальної реформи Латвії 2021 року.  

## Внутрішній поділ
- 5 міст - Валміера, Мазсалаца, Руїена, Седа, Стренчі
- 26 волостей